# 伊利 (明尼蘇達州)
伊利（Ely）為位於美國明尼蘇達州東北部聖路易縣的城市，位於沙加華湖畔。面積7平方公里。根據美國2000年人口普查，人口3,724。該城建立於1885年。
47°54′08″N 91°51′21″W / 47.90222°N 91.85583°W